# Foxhole (Film)
Foxhole (engl. für das „Schützenloch“) ist ein Antikriegsfilm von Jack Fessenden, der im September 2021 beim Filmfest Oldenburg seine Premiere feierte. In dem episodisch aufgebauten, in drei Kapitel unterteilten Filmdrama durchleben fünf US-Soldaten in einer Art fortlaufender Reinkarnation die Schrecken von drei verschiedenen Kriegen, dem Amerikanischen Bürgerkrieg, dem Ersten Weltkrieg und dem Irakkrieg. Die Figuren mit denselben oder leicht veränderten Namen werden in den drei Episoden von den gleichen Schauspielern gespielt. Nur eine der Figuren wird im Irakkrieg durch eine Frau ersetzt.

## Handlung
Der Film zeigt 36 Stunden in drei verschiedenen Kriegen und verfolgt die Einsätze einer kleinen Gruppe von Soldaten im amerikanischen Bürgerkrieg, im Ersten Weltkrieg und im Irakkrieg, zumeist auf engem Raum zusammengekommen um ihr eigenes Leben bangend.
Teil 1
Mehrere Unionssoldaten haben sich während des amerikanischen Bürgerkrieges in ein Schützenloch geflüchtet. Ein weiterer Soldat namens Jackson kommt hinzu und ist schwer verwundet. Der nächste Arzt, der ihm helfen könnte, ist fünf Meilen entfernt, und der junge Rekrut Clark äußert seine Bedenken, ihn dorthin zu bringen, da man sich im Feldlazarett womöglich weigern könnte, einen Schwarzen zu behandeln. Zudem würden sie sich auf dem Weg dorthin selbst in Gefahr bringen. Wilson, das älteste Mitglied der Gruppe, ist dafür, es trotzdem zu versuchen.
Teil 2

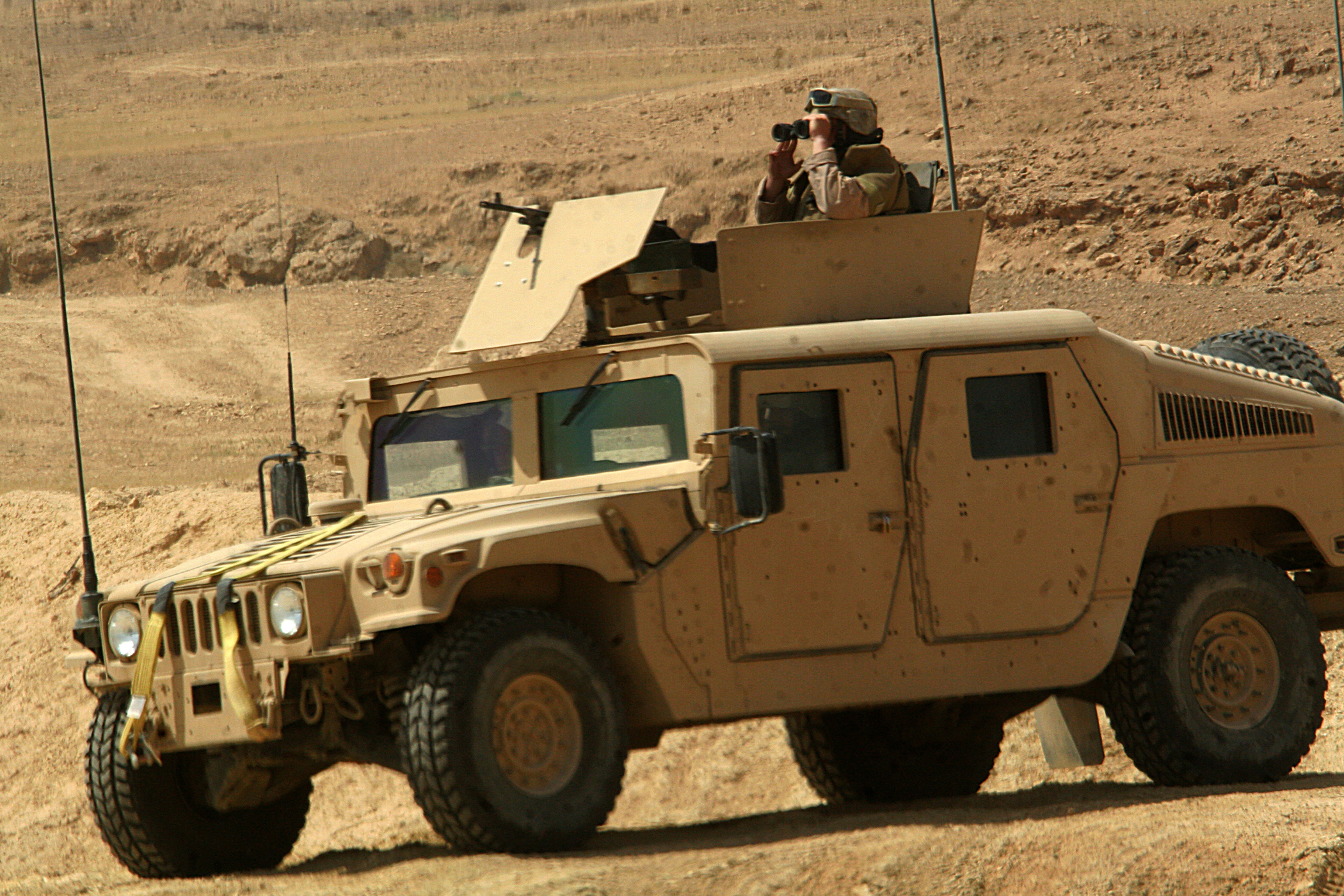
Im dritten Kriegseinsatz stecken die Protagonisten in ihrem Humvee im Irak fest

Während des Zweiten Weltkrieges sitzen mehrere US-Soldaten im Schützengraben, als sich ein deutscher Soldat ebenfalls dorthin flüchtet. Er will sich ergeben, und die Amerikaner überlegen, ob sie ihn töten oder wie einen Kriegsgefangenen behandeln sollen, um über ihn möglicherweise an Informationen über die Militäroperation der Deutschen zu kommen.
Teil 3
Die US-Soldatin Gale gerät mit ihren Leuten im Irakkrieg mit ihrem Humvee in einen Hinterhalt. Gemeinsam mit vier anderen Soldaten sitzt sie nun in dem Gefährt fest. Während sie darauf warten, dass der Konvoi, zu dem sie den Anschluss verpasst haben, zu ihnen zurückkehrt, überlegt sich Jackson eine Strategie, wie sie gegen potenzielle Angreifer vorgehen sollten.

## Produktion

### Filmstab und Idee
Regie führte Jack Fessenden, der auch das Drehbuch schrieb und die Filmmusik schuf. Sein Vater Larry Fessenden fungierte neben ihm und J. Christian Ingvordsen, James Felix McKenney und Adam Scherr als einer der Produzenten. Foxhole ist Jack Fessendens zweiter Spielfilm. Als er sein Regiedebüt Stray Bullets realisierte, das im Februar 2017 in ausgewählte US-Kinos kam, war er gerade einmal 15 Jahre alt und besuchte noch die High School. Ungefähr in diesem Alter hatte Fessenden von einem Freund seines Großvaters eine Geschichte gehört, die den Kern seines Films bildet. Dieser Mann namens Morton hatte im Zweiten Weltkrieg gedient und suchte während der Ardennenoffensive in einem kleinen Schützenloch Schutz vor Artilleriefeuer, als ein deutscher Soldat in selbiges sprang, um Schutz vor dem Beschuss zu suchen. Sie zogen beide ihre Waffen, verbrachten letztlich jedoch die ganze Nacht zusammen. Beide hatten nur überleben wollen. Der Deutsche sprach Englisch, und während ihres Gespräches stellten sie fest, dass sie viel gemeinsam haben, bevor sich im Morgengrauen ihre Wege trennten.
Jahre später war Morton in einem Convenience Store im Bundesstaat New York unterwegs und hatte das Gefühl, dass ein Mann in einem Anzug ihm folgt. Als er ihn ansprach, handelte es sich bei ihm um den Deutschen, der nach ihm gesucht hatte und nach dem Ende des Krieges in die Vereinigten Staaten eingewandert war. Die beiden waren für den Rest ihres Lebens Freunde geblieben. Ursprünglich hatte Fessenden die Geschichte für einen Kurzfilm verwenden wollen, letztlich wurde daraus ein Spielfilm, den der Regisseur selbst als „eine Anthologie in drei Akten“ beschreibt.

### Besetzung und Dreharbeiten

Gedreht wurde die Zeitreise durch drei Kriege im Hudson Valley auf einem Feld in Woodstock

Motell Gyn Foster spielt den Schwarzen Jackson, Sergeant im Irak und Buffalo Soldier im amerikanischen Bürgerkrieg. James Le Gros, der bereits in Fessendens Stray Bullets zu sehen war, spielt Wilson. Alex Hurt, der Sohn von William Hurt, spielt Morton. Cody Kostro spielt Clark, Angus O’Brien spielt Conrad. Die Schauspielerin Andi Matichak spielt Gale, die Soldatin im Irakkrieg. Alex Breaux spielt den deutschen Soldaten.
Fessenden war 19 Jahre alt, als die Dreharbeiten für Foxhole im Sommer 2019 nach seinem ersten Jahr auf dem College im Hudson Valley stattfanden, wo man unter anderem in Woodstock filmte. Dort gruben sie auf einem Feld ein Loch aus und errichteten ein großes Zelt, um eine Umgebung zu schaffen, in der sie die Lichtverhältnisse und Effekte wie Nebel kontrollieren konnten. Alle drei Teile des Films wurden in diesem Zelt gedreht. Als Kameramann fungierte Collin Brazie, während der Regisseur auch den Filmschnitt verantwortete.

### Veröffentlichung
Die Premiere erfolgte am 17. September 2021 beim Filmfest Oldenburg, wo Fessenden fünf Jahre zuvor bereits Stray Bullets zeigte. Anfang Oktober 2021 wurde der Film beim Woodstock Film Festival vorgestellt und hier mit dem Ultra Indie Award ausgezeichnet. Im September 2022 stand der Film abermals im Programm des Filmfestes Oldenburg.

## Rezeption

### Kritiken
John DeFore von The Hollywood Reporter schreibt, Kameramann Collin Brazie verleihe jedem Segment des Films einen eigenen, der jeweiligen Zeit angemessenen Look und hole das Beste aus einem eindeutig winzigen Budget heraus. Entsprechend der Enge des titelgebenden Schauplatzes, in dem sich Soldaten in einem illusorischen oder bestenfalls vorübergehenden Unterschlupf zusammendrängen, habe das Drama die Intimität eines Theaterstücks und hätte sehr leicht so inszeniert werden können, so DeFore.  In anderen Filmen könne darüber debattiert werden, ob ein Krieg jemals vertretbar ist, Foxhole fokussiere sich jedoch ganz auf die Personen, die sich im Kampfeinsatz befinden, und zeige sie in den Stunden, die sie am meisten herausfordern.
Im Programm des Filmfests Oldenburg heißt es über Foxhole: „Ein Kriegsfilm, ein Antikriegsfilm, ein zutiefst humanistischer Film, geschrieben und inszeniert von einem gerademal 19-Jährigen, der so reif, nachdenklich und poetisch daher kommt. Foxhole ist ein schillerndes Versprechen auf die Zukunft des Kinos.“

### Auszeichnungen
Filmfest Oldenburg 2021
- Nominierung als Bester Film für den Publikumspreis (Jack Fessenden)

Woodstock Film Festival 2021
- Auszeichnung als Bester Film mit dem Ultra Indie Award (Jack Fessenden)